# Lesbian Vampire Killers
Lesbian Vampire Killers ist eine britische Horrorkomödie aus dem Jahr 2009 unter der Regie von Phil Claydon mit James Corden und Mathew Horne in den Hauptrollen. Der Film über zwei sympathische Verlierer, die in der englischen Provinz einer übernatürlichen Bedrohung gegenüberstehen, hatte auf dem 23. Fantasy Filmfest seine Deutschlandpremiere. Eine landesweite Kinoausstrahlung in Deutschland blieb aus, der Film erschien direkt auf DVD und Blu-ray.

## Handlung
Vor geraumer Zeit verfluchte eine dämonische Vampirkönigin mit einem unbändigen Hass auf Männer und einer Vorliebe für Frauen ein kleines Dorf. Seitdem werden alle Mädchen an ihrem 18. Geburtstag als lesbische Vampire wiedergeboren. Die Verwünschung kann, so eine alte Prophezeiung, lediglich vom letzten Nachfahren ihres einstigen Scharfrichters – eines Edelmanns und Kreuzritters, der Carmilla einst enthauptete – aufgehoben werden.
In der Gegenwart versuchen die beiden Freunde Jimmy, der unter der Trennung von seiner Freundin leidet, und Fletch, der gerade seinen Job als Clown verloren hat, dem tristen Alltag zu entfliehen. Da für einen richtigen Urlaub das Geld fehlt, entscheidet ein Dartwurf über das Ziel ihrer spontanen Trekking-Tour. Das Schicksal führt die Freunde in das verschlafene, von Carmillas Fluch gebeutelte Provinznest Cragwich im östlichen England. Auf ihrer Wanderung stoßen die Abenteurer auf eine Gruppe attraktiver Studentinnen, die gerade aus einem Pub kommen. Neugierig suchen sie ebenfalls das Wirtshaus auf. Dort machen sie die Bekanntschaft mit einem eigentümlichen Dorfpfarrer nebst Tochter. Der Begegnung messen die erholungssuchenden Freunde zunächst keine Bedeutung zu. Wenig später lotst sie der Wirt in eine verlassene Hütte, die den mit einem Flower-Power-VW-Bus reisenden Frauen ebenfalls als Unterkunft dient. Nach und nach lernen Jimmy und Fletch die vier jungen Frauen näher kennen; zeitlich versetzt werden drei der Studentinnen von Anhängerinnen der toten Vampirfürstin gebissen und verwandelt.
Für Jimmy, der zu diesem Zeitpunkt nicht ahnt, dass er über eine Blutlinie mit dem Scharfrichter von Vampirkönigin Carmilla verwandt ist, sowie Fletch und Jungfrau Lotte beginnt ein Kampf auf Leben und Tod. Das Trio erwehrt sich zunächst erfolgreich unzähliger zur nächtlichen Stunde stattfindender Übergriffe, darunter auch von Jimmys vampirisierter Freundin Judy. Nachdem diese in einem gemeinsamen Kraftakt getötet worden ist, gelingt es den Blutsaugerinnen, Jimmy und Lotte zu verschleppen. Die Entführten sollen zur Wiederauferstehung der toten Vampirfürstin geopfert werden.
Unterdessen wächst der zurückgelassene Fletch über sich hinaus: Angeleitet durch den ansässigen Pfarrer, birgt er ein mächtiges Schwert, mit dessen Hilfe der zwischenzeitlich befreite Jimmy Wiedergängerin Carmilla besiegt. Am Ende des Films ist der Fluch gebrochen, die anwesenden Blutsaugerinnen werden wieder zu menschlichen Wesen. In einem offenen Ende machen sich Fletch, Jimmy und Lotte – die beiden sind nun ein Liebespaar – als titelgebende „Lesbian Vampire Killers“ auf, die Welt vor den Mächten der Finsternis zu retten.

## Kritiken
„Mit seinem bislang letzten Spielfilm griff Mel Brooks zu guter Letzt dann aber doch noch mal so richtig daneben: „Dracula – Tot aber glücklich“ ist der episch gescheiterte Versuch, den Vampirfilm augenzwinkernd auf die Schippe zu nehmen. Nun endlich, stolze eineinhalb Jahrzehnte, nachdem sich Leslie Nielsen durch Transsylvanien kalauerte, gibt es deutlich lohnenswerteren Ersatz: „Lesbian Vampire Killers“ von Phil Claydon steht ganz in der Tradition der britischen Spoof-Welle um das Duo Edgar Wright und Simon Pegg (Shaun Of The Dead, Hot Fuzz) und flößt dem Blutsauger-Genre so eine neue milchig-weiße, irgendwie an Sperma erinnernde Körperflüssigkeit ein.“

„Man nehme ein Dutzend sexy Girls, zwei Trottel, Pennälerwitze und Splatterelemente – fertig ist der Direkt-auf-DVD-Streifen in Pulp-Optik, der außer einer Riesensauerei nix hinterlässt.“

„Freizügige, geschmacklose Horrorfilmparodie, die Vorgaben des Genres auf recht eindeutige, sexistische Weise interpretiert.“

Auf Rotten Tomatoes gilt der Film mit 28 % als rotten mit einer Durchschnittsbewertung von 4,1/10 Punkten.

## Hintergrund
- Die Idee von lesbischen Vampiren geht auf Sheridan Le Fanus Novelle Carmilla zurück, von der auch der Name der Antagonistin entlehnt wurde.[6]
- Die Supermarktkette ASDA zensiert das Wort „Lesbian“ auf dem Umschlag der DVD mit Aufklebern.[7]